# Análise de escala (matemática)
Análise de escala ou análise de ordem de magnitude é uma ferramenta poderosa utilizada nas ciências matemáticas para a simplificação de equações com muitos termos. Primeiro a amplitude aproximada de termos individuais nas equações é determinada. Em seguida, alguns termos desprezíveis podem ser ignorados.